# Napomyza immanis
Napomyza immanis är en tvåvingeart som beskrevs av Spencer 1969. Napomyza immanis ingår i släktet Napomyza och familjen minerarflugor. Inga underarter finns listade i Catalogue of Life.